# Rodrigo Gral
Rodrigo Gral (Chapecó, 21 februari 1977) is een Braziliaans voetballer.